# São Romão
São Romão – miasto i gmina w Brazylii, w stanie Minas Gerais.